# 第一代斯特拉斯奈恩男爵休·罗斯
第一代斯特拉斯奈恩男爵休·亨利·罗斯陆军元帅 GCB，GCSI，PC （1801年4月6日—1885年10月16日）是一名英国陆军高级军官。罗斯曾担任奥斯曼帝国军队的军事顾问，以确保在第二次埃及-奥斯曼战争期间将穆罕默德·阿里的军队驱逐出叙利亚。在克里米亚战争期间，他随法国军队一起参加了阿尔马河战役、英克曼战役和马梅隆战役。在1857年的印度起义期间，罗斯被任命为中印度野战部队司令，并在1858年4月的占西战役、5月的拉合尔战役和6月的瓜廖尔战役中取得胜利。战后，罗斯担任孟买军团司令、驻印英军总司令和爱尔兰驻军总司令。

## 早年生活
休·罗斯是克赖斯特彻奇桑德希尔斯的乔治·罗斯爵士（Sir George Rose，驻普鲁士全权公使）和弗朗西斯·罗斯（Frances Rose）的第三个儿子。罗斯最早在柏林接受普鲁士军队的军官训练。他于1819年进入剑桥大学圣约翰学院，并于1820年6月8日被任命为第93（萨瑟兰高地人）步兵团的一名少尉。 同年7月20日，他被派往爱尔兰协助治安管理，并在那里加入了第19步兵团。罗斯于1821年10月24日晋升中尉，于1824年7月22日晋升上尉。1826年12月30日，罗斯成为一个独立连的连长。他于1829年2月19日以连长身份加入第92（戈登高地人）步兵团。后于1830年7月成为剑桥公爵的侍从官。1832年7月，他再次回到第92高地团，并随军驻守蒂珀雷里、直布罗陀和马耳他。在马耳他，罗斯亲自探望了他手下感染霍乱的每一名士兵，罗斯的态度使麾下的士兵兴奋不已。1839年9月17日，罗斯晋升中校。

## 叙利亚
1840年11月，罗斯作为英国军事顾问团中的一员，代上校军衔并被派往叙利亚，协助奥斯曼军队司令奥马尔·帕夏将军以求在埃及-奥斯曼战争期间击败穆罕默德·阿里。罗斯在1841年1月的埃尔梅斯登战役中担任帕夏参谋部的副官，然后在当年晚些时候成为帕夏参谋部的英国高级顾问。1841年8月，罗斯成为英国驻叙利亚和黎巴嫩总领事，担任这一职务时，罗斯需要调和马龙派和德鲁兹派之间的争端。有一次，罗斯冒着生命危险调和双方的矛盾，凭借坚强的意志，冲突成功被调和。还有一次，罗斯从黎巴嫩山救下了700名美国传教士，在将他的马让给一位老妇人后，罗斯亲自步行将传教士们带到贝鲁特。1848年1月，罗斯调任外交部门，帕默斯顿勋爵于1851年1月任命他为驻君士坦丁堡大使馆的秘书。在一场外交危机期间，由于俄罗斯要求允许他们保护土耳其的所有基督徒，他在斯特拉特福德·坎宁爵士缺席的情况下成为临时代办。在这一职位上，他加强了奥斯曼土耳其政府的力量，以至于俄罗斯将秘密条约强加给土耳其的企图被挫败。1851年11月11日，罗斯被赠予荣誉上校衔。

## 克里米亚战争
罗斯于1852年6月11日正式晋升上校，并于隔年10月在克里米亚战争开始时成为法国陆军总部的英国军事专员。1854年4月8日，罗斯晋升准将。这之后，他成功扑灭了一场威胁法军一个小型武器弹药库的大火，为此他被授予法国荣誉军团勋章。他在1854年9月的阿尔马河战役中与第1法国义勇军团并肩作战，并在该年11月的因克曼战役和1855年6月的马梅隆战役中受伤。罗斯于1854年12月12日晋升少将。

## 印度民族起义
1857年，印度民族起义爆发后，罗斯受命指挥普纳步兵师。他于1857年9月抵达前线，不久后就转而指挥新成立的中印度野战军，该部队主要由印巴步兵和海得拉巴尼扎姆的军队组成。罗斯于1858年1月从姆霍沃兵站出发，在短暂围攻后占领了拉哈特加尔，后在巴罗达附近战胜叛军，解救了萨格尔的守军，再一次战胜叛军后，罗斯带领的部队占领了加尔哈科塔的堡垒。
罗斯于1858年3月21日抵达占西，并于4月1日的围城期间在贝特瓦河击败了塔蒂亚·托普率领的部队。罗斯的大部分部队都在执行围城任务，因此他只能派出1,540名士兵来对抗塔蒂亚·托普的20,000名士兵和28门火炮。凭借旁遮普-阿富汗佣兵，罗斯成功击溃敌人，叛军损失1,500人和所有物资。占西市于1858年4月4日被罗斯攻占，然而，保卫堡垒的女王拉尼·拉克什米拜成功逃到了卡尔皮。罗斯于1858年5月继续占领拉合尔、孔奇和卡尔皮。

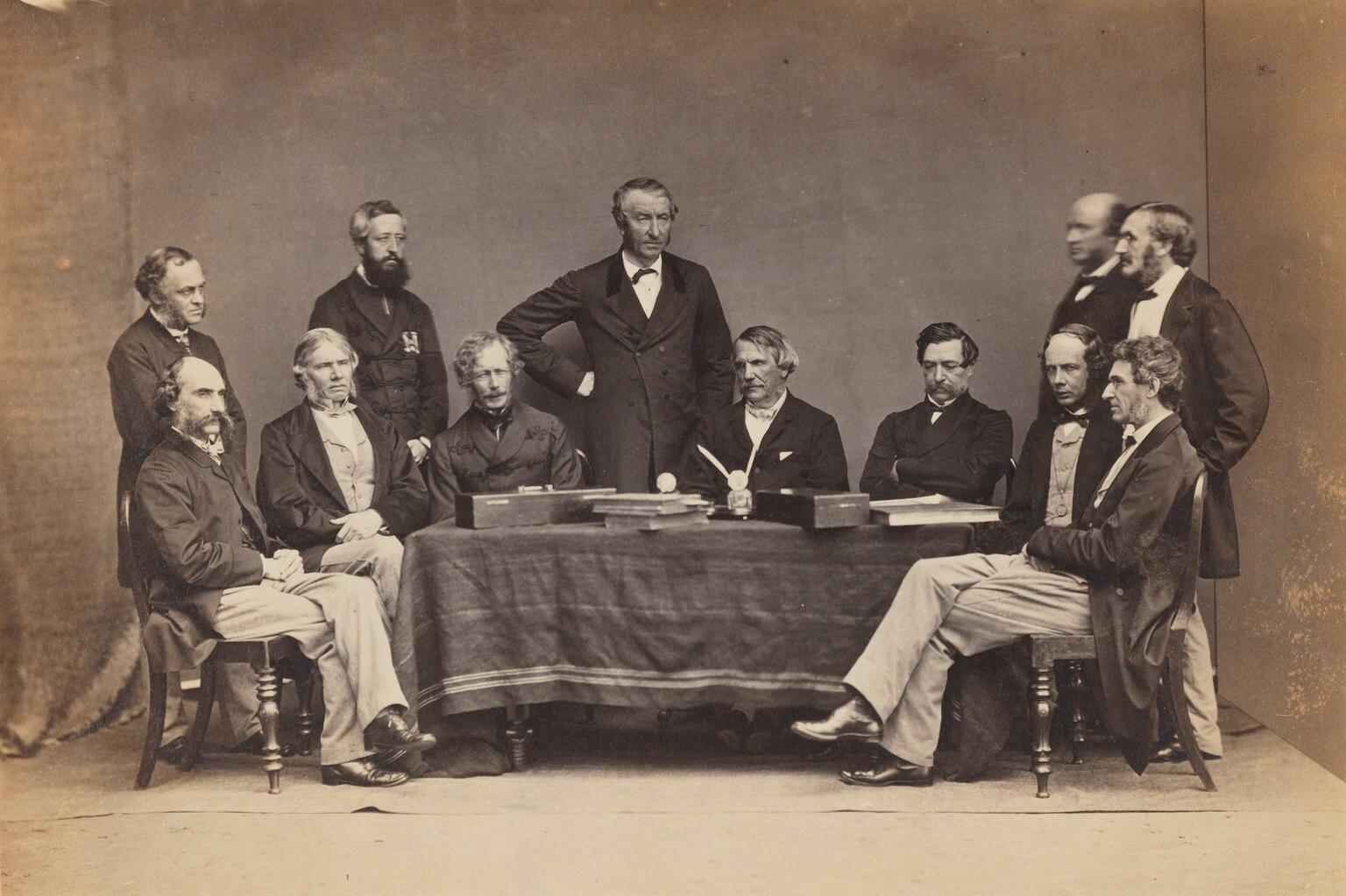
1864年，休·罗斯（左起第三位）和印度总督约翰·劳伦斯及其他理事会成员的合影

罗斯在取得一系列战果后得到休病假的机会，罗伯特·纳皮尔爵士则被任命接替他。然而，在纳皮尔到达之前，瓜廖尔王公的军队加入了叛乱。罗斯立即恢复指挥，并于1858年6月前往瓜廖尔占领这座城市。罗斯于1860年2月28日因其杰出的战绩晋升中将，并于次月被任命为孟买军团司令。他于1860年5月18日代上将衔。在克莱德勋爵于1860年11月离开印度后，罗斯接替他担任印度驻军总司令。

## 晚年生活和遗产

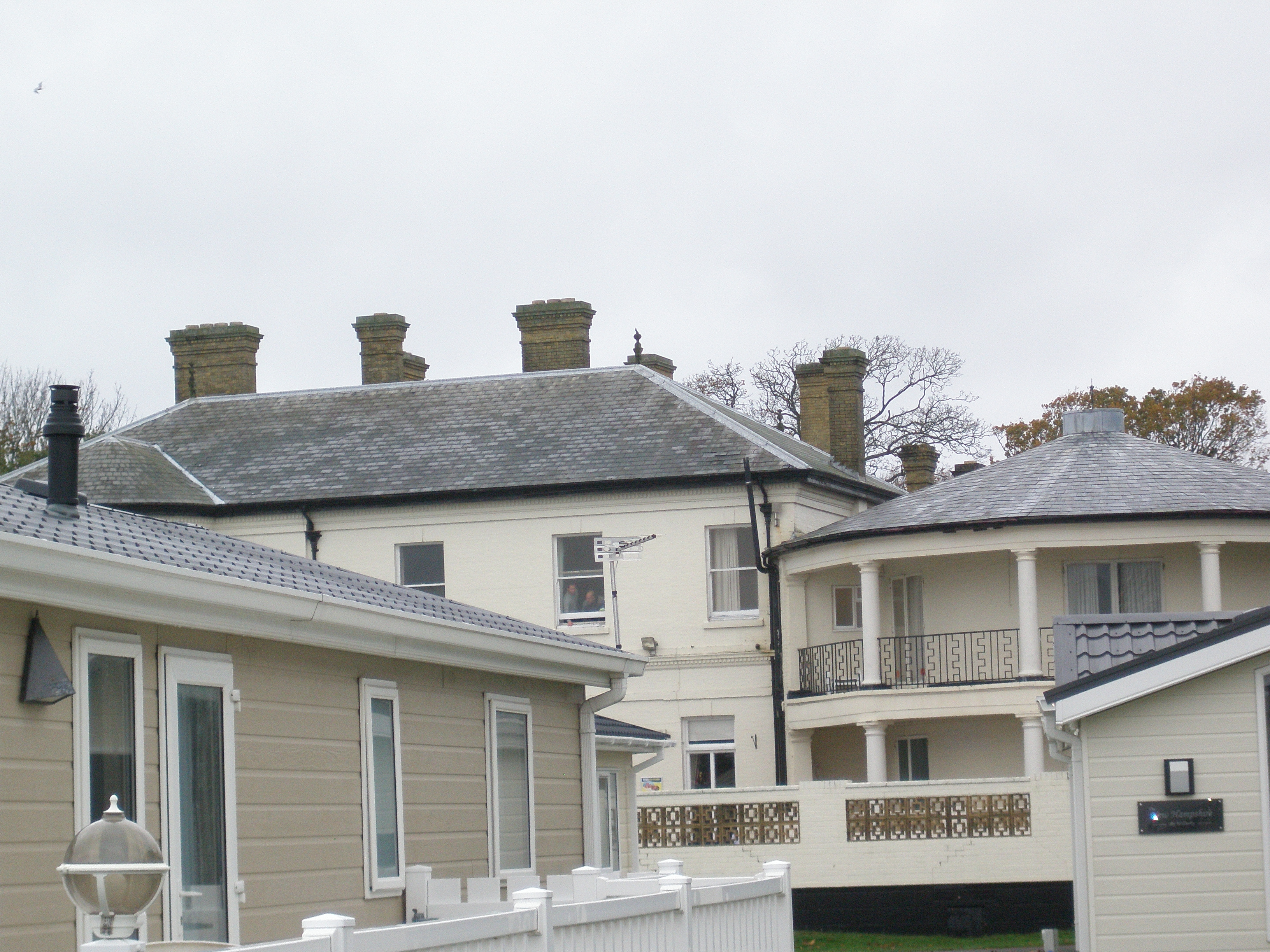
罗斯在多塞特郡的避暑别墅

罗斯于1865年成为牛津大学的荣誉民法博士。 同年7月，罗斯继续代上将衔，成为爱尔兰驻军司令。在此期间，他协助爱尔兰政府镇压芬尼亚阴谋案，并被提升为贵族，成为印度奈恩县和詹西的斯特拉斯奈恩男爵（Baron Strathnairn）。1867年2月4日，罗斯晋升上将，并被授予荣誉法学博士。1870年，从爱尔兰司令部退休时，罗斯获得都柏林三一学院博士学位。 回到英国后，他住在赫特福德郡的纽赛尔公园享受退休生活。罗斯晚年热衷于骑马，并在那里竖立了一座方尖碑，以纪念他在印度民族起义期间骑过的战马。

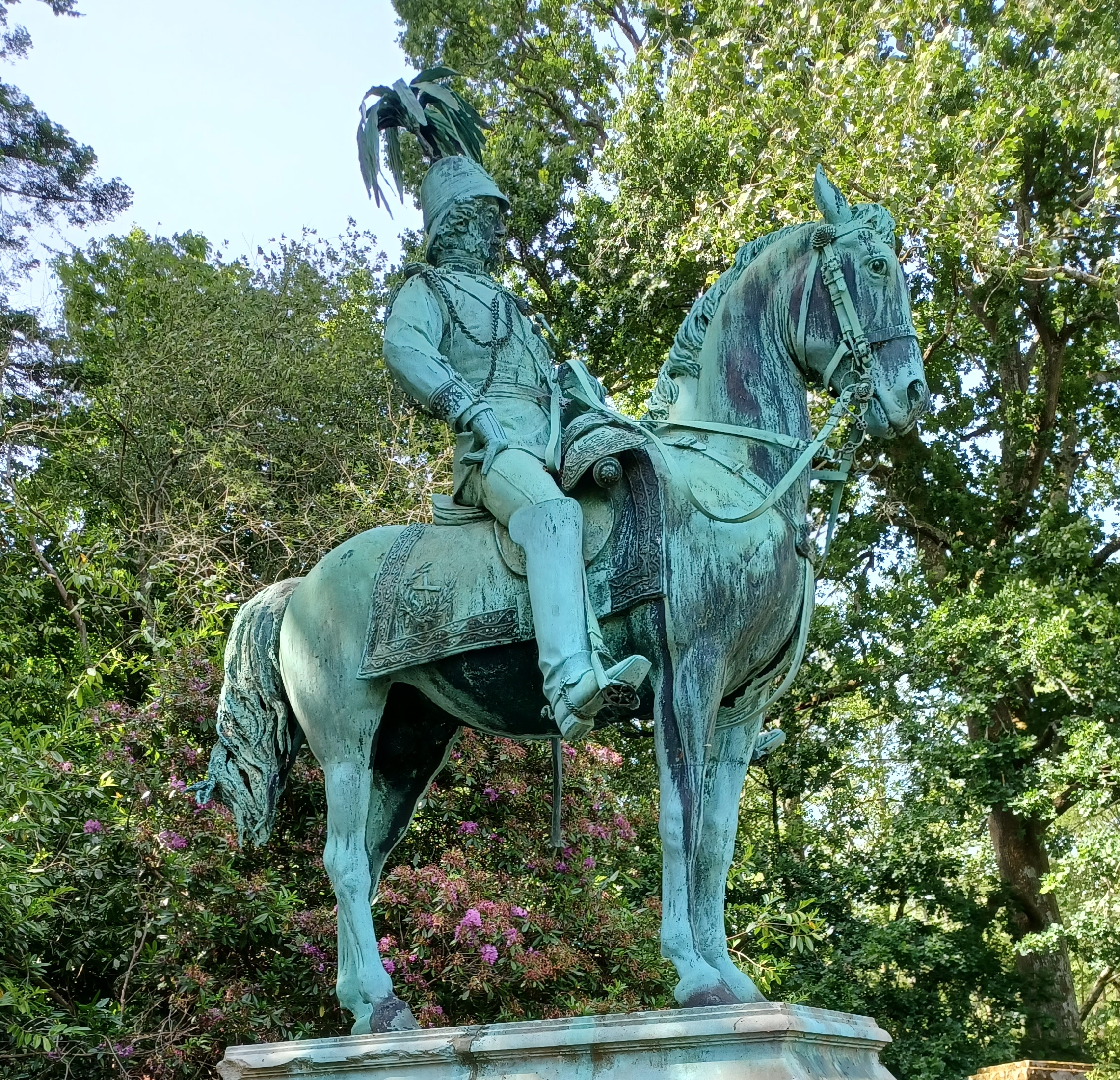
第一代斯特拉斯奈恩男爵休·罗斯的雕像（最初位于骑士桥）

除正式军职外，罗斯还曾担任第45（诺丁汉郡）步兵团、第26（米德尔塞克斯步枪兵）志愿军团、第92（戈登高地人）步兵团荣誉团长和皇家骑兵卫队荣誉队长。
罗斯于1877年6月2日晋升陆军元帅。1885年10月16日，罗斯在巴黎去世。他被安葬在汉普郡基督城修道院教堂的墓地。为纪念罗斯，最初在伦敦骑士桥有一座骑马青铜雕像；该雕像于1931年被移走入库。1964年，它被私人购买，现在位于汉普郡的格里格斯。在圣保罗座堂也有一座罗斯的纪念碑。

## 家庭
罗斯是威廉·罗斯爵士和莫顿伯爵夫人的兄弟。他终生未婚，也没有孩子。